# 坦波夫卡区
坦波夫卡区（俄语：Тамбовский район）是俄罗斯联邦阿穆尔州下辖的一个区，其行政中心为坦波夫卡。据2016年统计，该区的人口为21794人。